# Rio Manuel Alves (Santa Catarina)
Pour les articles homonymes, voir rio Manuel Alves.
Le rio Manuel Alves est une rivière brésilienne du sud de l'État de Santa Catarina, affluent du rio Araranguá.
Il naît dans la serra Geral, sur le territoire de la municipalité de Morro Grande. Il s'écoule vers le sud-est et traverse les municipalités de Meleiro et Maracajá. Ses principaux affluents sont le rio Morto et le rio São Bento.